# هيكتور تروخيو
هيكتور تروخيو (بالإسبانية: Héctor Trujillo) (و. 1908 – 2002 م) هو سياسي من جمهورية الدومينيكان .

## روابط خارجية
- هيكتور تروخيو على موقع مونزينجر (الألمانية)